# UVV (野球)
UVV（蘭: UVV、発音: ユー・ヴェー・ヴェー）は、オランダのユトレヒト州ユトレヒトを拠点とする野球チーム。ホーフトクラッセ所属。

## 概要
サッカー、野球・ソフトボール、バレーボール、テニスの4部門から成るスポーツクラブ「ASV UVV（algemene sportvereniging UVV）」の野球チーム。
クラブの起源は、1902年創設のサッカークラブ「UVV（Utrechtsche Voetbalvereniging U.V.V.）」。1948年に野球部門が設置された。

## 歴史
- 1948年5月21日 - サッカークラブ「UVV」の野球部門として創設。
- 1960年 - ホーフトクラッセに初昇格。
- 1965年 – ソフトボール部門を設置。
- 1977年 – 総合スポーツクラブ「ASV UVV」が設立され、その野球部門となる。
- 2009年 – 各部門に独立性を持たせることを目的に、野球・ソフトボール部門「HSV UVV」が設立[注 1]。

## 所属選手
2023年シーズン現在